# Tour de Flandes 1958
El Tour de Flandes 1958 és la 42a edició del Tour de Flandes. La cursa es disputà el 30 de març de 1958, amb inici a Gant i final a Wetteren després d'un recorregut de 230 quilòmetres. El vencedor final fou el belga Germain Derycke, que s'imposà a l'esprint en l'arribada a Wetteren. El belga Willy Truye i l'italià Angelo Conterno acabaren segon i tercer respectivament.

## Classificació final
|    | Ciclista              | Equip                 | Temps      |
| -- | --------------------- | --------------------- | ---------- |
| 1  | Germain Derycke (BEL) | Carpano               | 6h 07' 00" |
| 2  | Willy Truye (BEL)     | Mercier-BP-Hutchinson | m. t.      |
| 3  | Angelo Conterno (ITA) | Carpano               | m. t.      |
| 4  | Armand Desmet (BEL)   | Groene Leeuw-Leopold  | m. t.      |
| 5  | Marcel Janssens (BEL) | Elve-Peugeot-Marvan   | m. t.      |
| 6  | Briek Schotte (BEL)   | Libertas-Dr.Mann      | m. t.      |
| 7  | Nino Defilippis (ITA) | Carpano               | m. t.      |
| 8  | Pino Cerami (BEL)     | Elve-Peugeot-Marvan   | m. t.      |
| 9  | Yvo Molenaers (BEL)   | Groene Leeuw-Leopold  | m. t.      |
| 10 | Fred de Bruyne (BEL)  | Carpano               | + 10"      |